# Wagenburgtunnel

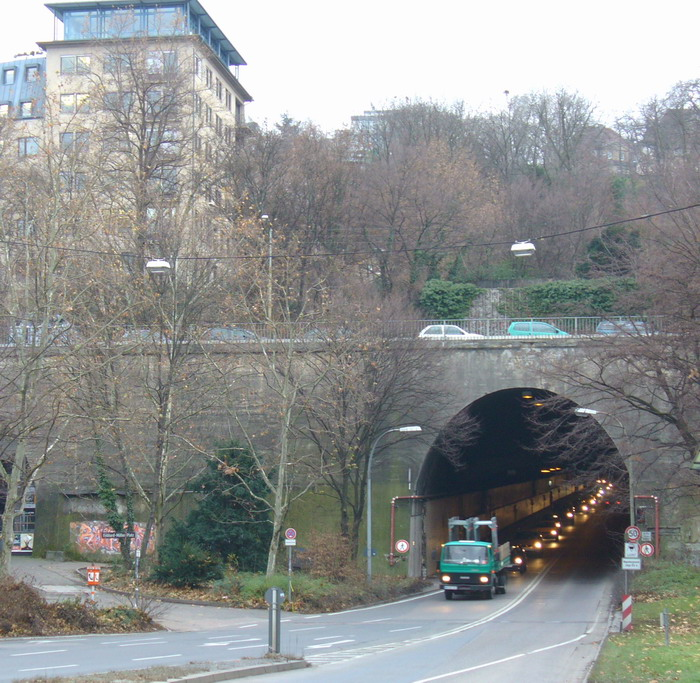
Wagenburgtunnel Westportal, wenige Meter vor dem Gebhard-Müller-Platz

Der Wagenburgtunnel ist ein 824 Meter langer einröhriger Gegenverkehrstunnel in Stuttgart. Er ist Teil der Landesstraße 1014 und verbindet die Wagenburgstraße im Stuttgarter Osten mit der nahe dem Stuttgarter Hauptbahnhof gelegenen Straßenkreuzung Gebhard-Müller-Platz in der Stuttgarter Innenstadt. Der Tunnel unterquert die Uhlandshöhe und verkürzt so den Weg zwischen Innenstadt und Ostheim beziehungsweise Gablenberg.

## Geschichte
Die Planungen reichen bis in die 1920er-Jahre zurück. Das Vorhaben wurde aus finanziellen Gründen allerdings zunächst zurückgestellt.
Am 21. November 1940 begannen im Stuttgarter Gemeinderat die Beratungen mit den Beiräten für Luftschutzfragen als Folge des Führererlasses vom 10. Oktober 1940, wonach auch in Stuttgart im großen Ausmaß bombensichere Luftschutzräume zu bauen waren.
Als Luftschutzbauten galten damals auch Bauwerke, die in Friedenszeiten für eine anderweitige Nutzung verwendet werden konnten, wie z. B. Tunnels und Unterführungen. So rückte mit der Standortsuche für geeignete Großluftschutzräume der Höhenrücken zwischen dem Hauptbahnhof und dem Stuttgarter Osten wieder in den Mittelpunkt des Interesses.
Der von Oberbürgermeister Strölin bestimmte Luftschutzreferent, Oberbaurat Scheuerle, stellte den Plan eines 780 m langen Tunnels mit zwei Röhren von je zehn Metern Breite vor, der allgemeine Zustimmung fand. Am 22. November 1940 besichtigten die Beiräte für Luftschutzfragen den Engelbergtunnel in Leonberg, um weitere Anregungen zu bekommen.
Im Frühjahr 1941 begann man mit dem Bau von Sichtstollen, die durchgängig waren. Der komplette Querschnitt wurde noch nicht erreicht.
Der Durchschlag wurde 1941 gefeiert. Die teilweise fertiggestellten Röhren wurden während des Zweiten Weltkriegs als Großluftschutzraum für bis zu 15.000 Personen benutzt. Zusätzlich wurden auch Kunstgegenstände eingelagert. Beispielsweise wurde das Schillerdenkmal von Thorwaldsen am Schillerplatz abgebaut und am 19. Juni 1942 in den Wagenburgtunnel verbracht. Erst nach dem Kriegsende wurde es wieder auf dem Schillerplatz aufgestellt.
1946 beschloss der Gemeinderat den Ausbau der Südröhre für den Fahrzeugverkehr. Bei seiner Eröffnung am 17. März 1958 war der Wagenburgtunnel der längste Straßentunnel Deutschlands. Er ist als Kraftfahrstraße definiert, Fußgängern und Radfahrern ist die Passage somit verboten. Von Beginn an führt außerdem eine Omnibuslinie der Stuttgarter Straßenbahnen durch den Tunnel, die heutige Linie 40 (bis 1978 nach ihrem Ziel Gablenberg als Linie Ga bezeichnet).

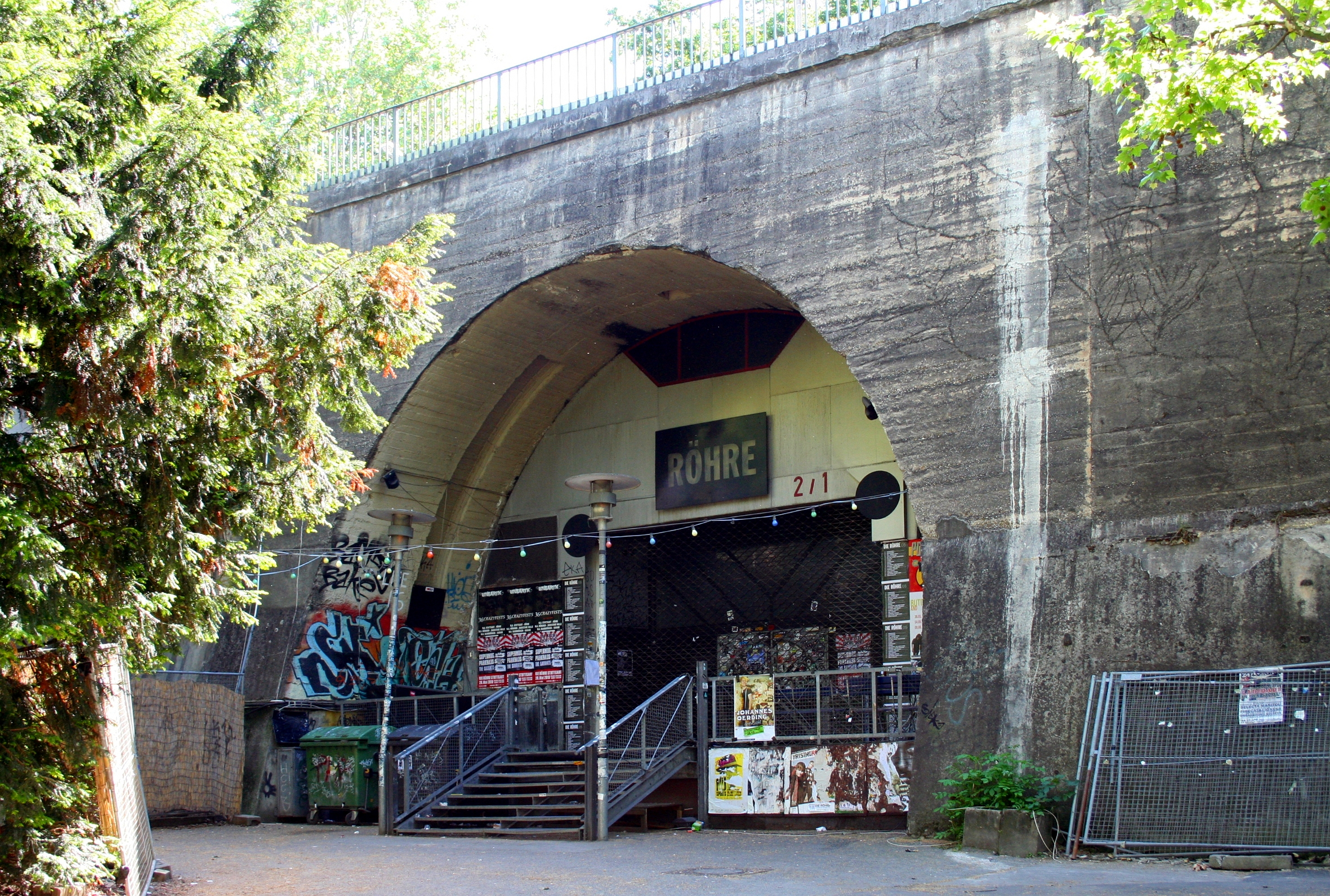
Diskothek „Die Röhre“ (Mai 2010)

Die Nordröhre wurde nur auf 170 Metern ausgebaut und, da man nach einiger Zeit vom angestrebten Ziel der autogerechten Stadt abkam und den Stuttgarter Osten nicht mit zusätzlichem Verkehrsaufkommen belasten wollte, nie vollständig fertiggestellt. Der Stadt Stuttgart zufolge spielten bautechnische Gesichtspunkte bei dieser Entscheidung keine Rolle. Anderen Quellen zufolge ließ die problematische geologische Situation mit umfangreichen Anhydrit-Vorkommen den baulichen Aufwand und die damit zu erwartenden Kosten stark steigen. Beim Bau der Südröhre stießen die Arbeiter auf quellfähigen Gipskeuper, der sich zu heben begann. Daraufhin wurde beschlossen, die Nordröhre nicht fertigzubauen. Sie wurde später als Fluchtweg ausgebaut und diente von 1985 bis 2012 dem Musikclub „Die Röhre“ für Independent-Konzerte und als Diskothek. Seither kam es zu mehreren Zerstörungen der Stahlbetonschale und zu Hebungen des darüber liegenden Geländes.
Der östliche Teil der Verbindungsröhre wurde von 2001 bis 2003 als Fluchtweg aus dem Straßentunnel ausgebaut. Seit 2008 (anlässlich des 50-jährigen Bestehens) sind die Tunnelportale besonders betont. Das untere ist grün und das obere blau gestrichen, beide werden nachts angestrahlt. Von 2009 bis 2010 wurde der westliche Teil der Verbindungsröhre renoviert und ein dritter Fluchtzugang von der Haupt- in die Verbindungsröhre gegraben.
Im Herbst 2022 wurden in der Decke zum Lüftungskanal Risse entdeckt. Der Tunnel war vom 15. bis zum 30. September 2022 für den Verkehr komplett gesperrt. Seither sind die beiden Portale mit Gerüsten abgesichert und die Höchstgeschwindigkeit ist auf 30 km/h beschränkt.

## Stuttgart 21

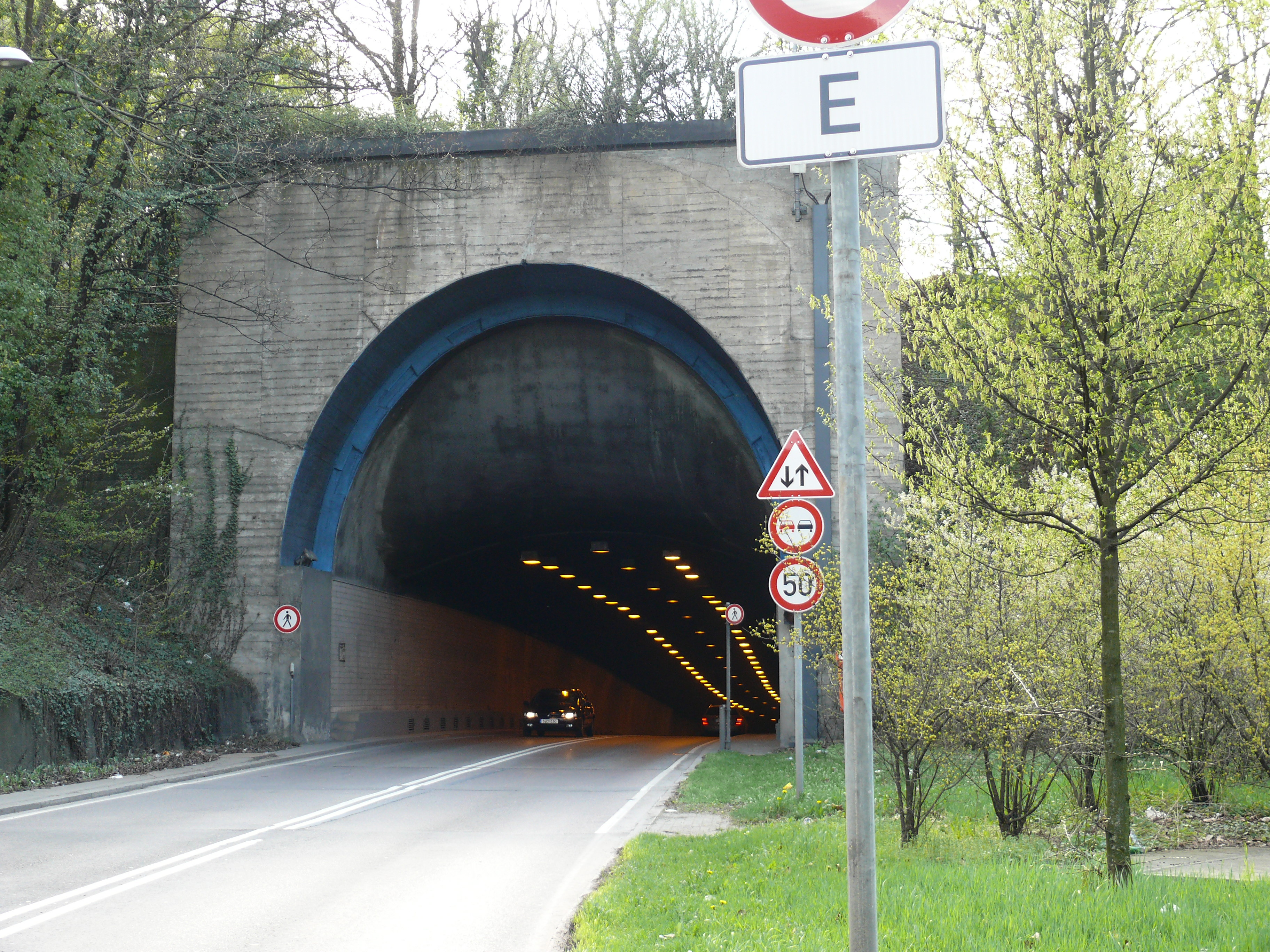
Wagenburgtunnel Ostportal

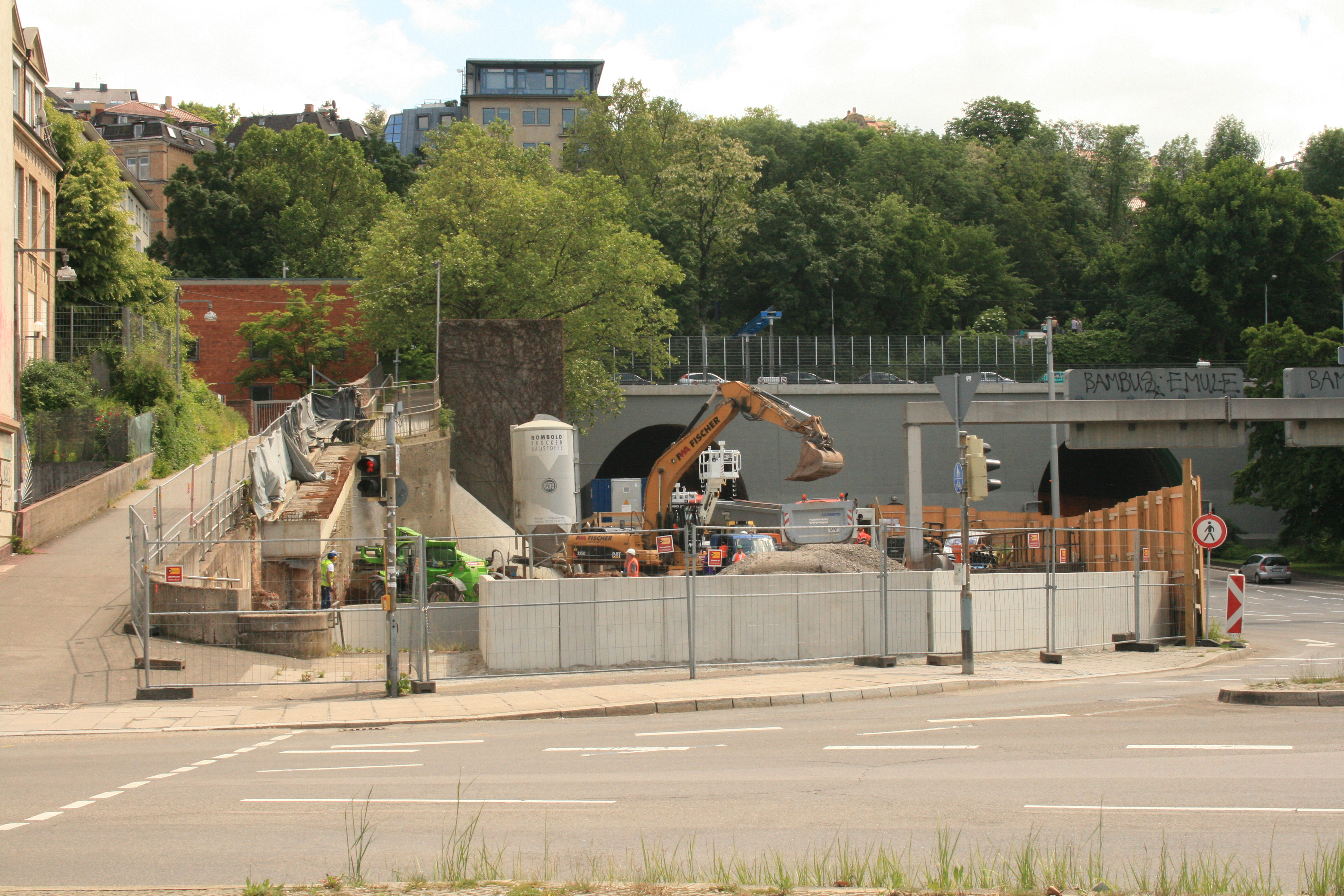
Bauarbeiten vor der Nordröhre (Juni 2013)

Die im Zuge des Projekts Stuttgart 21 geplanten Fildertunnel und Tunnel Obertürkheim werden jeweils mit beiden Röhren den Wagenburgtunnel unterqueren. Die nördliche Röhre des Tunnels Untertürkheim wird dabei rund 38 m niedriger liegen als der Wagenburgtunnel.
Vor dem Westportal soll ein Rettungsplatz für den Fildertunnel entstehen. Von dort aus soll ein 222 m langer Rettungsstollen zum Fildertunnel und dem Anfahrbereich Hauptbahnhof Süd entstehen, der mit Rettungsfahrzeugen befahren werden kann und weitgehend dem Verlauf der Nordröhre folgt. Die Diskothek „Die Röhre“ wurde deswegen am 15. Januar 2012 geschlossen. Am 22. Januar 2012 wurden als erste Maßnahme der Baustelleneinrichtung etwa 30 Bäume vor der Nordröhre gefällt. Im April 2013 begann die Einrichtung der Baustelle.
Der nicht für die Rettungszufahrt benötigte Teil der Nordröhre soll verfüllt und verschlossen werden.
Im Rahmen der Baumaßnahmen soll der Wagenburgtunnel zur Beweissicherung an darüber liegenden Gebäuden zeitweise gesperrt werden.